# Sturzkampfgeschwader 162
La Sturzkampfgeschwader 162 Immelmann (St.G.162) (162e escadre d'attaque en piqué) est une unité de bombardement en piqué de la Luftwaffe pendant la Seconde Guerre mondiale.

## Opérations
Le St.G.162 a mis en œuvre principalement des avions Arado Ar 65, Heinkel He 50 et He 70, Henschel Hs 123 et Junkers Ju 87B.

## Organisation

### Stab. Gruppe
Le Stab./St.G.162 est formé le 1er avril 1936 à Schwerin.

Il est dissous le 15 novembre 1936

Geschwaderkommodore (Commandant de l'escadron) :
| Début          | Fin              | Grade | Nom            |
| -------------- | ---------------- | ----- | -------------- |
| 1er avril 1936 | 15 novembre 1936 | Major | Eberhard Baier |

### I. Gruppe
Formé le 1er octobre 1935 à Schwerin avec :
- Stab I./St.G.162
- 1./St.G.162
- 2./St.G.162
- 3./St.G.162

Entre le 1er octobre 1935 et le 1er avril 1936, le I./St.G.162 est aussi connu en tant que Fliegergruppe Schwerin.
Le 1er avril 1937, il est renommé II./Lehrgeschwader Greifswald avec :
- Stab I./St.G.162 devient Stab II./LG Greifswald
- 1./St.G.162 devient 4./LG Greifswald
- 2./St.G.162 devient 5./LG Greifswald
- 3./St.G.162 devient 6./LG Greifswald

Reformé le 1er novembre 1938 à Jever, probablement à partir des éléments du Schlachtfliegergruppe 30 avec :
- Stab I./St.G.162
- 1./St.G.162
- 2./St.G.162
- 3./St.G.162

Le 1er mai 1939, le I./St.G.162 est renommé II./St.G.2 avec :
- Stab I./St.G.162 devient Stab II./St.G.2
- 1./St.G.162 devient 4./St.G.2
- 2./St.G.162 devient 5./St.G.2
- 3./St.G.162 devient 6./St.G.2

Gruppenkommandeure (Commandant de groupe) :
| Début             | Fin            | Grade     | Nom            |
| ----------------- | -------------- | --------- | -------------- |
| 1er octobre 1935  | 1er avril 1937 | Major     | Hans-Hugo Witt |
| Reconstitution    |                |           |                |
| 1er novembre 1938 | 1er mai 1939   | Hauptmann | Ulrich Schmidt |

### II. Gruppe
Formé le 1er avril 1936 à Lübeck-Blankensee équipés de Arado Ar 65 et de Heinkel He 50 avec :
- Stab II./St.G.162 nouvellement créé
- 4./St.G.162 nouvellement créé
- 5./St.G.162 nouvellement créé
- 6./St.G.162 nouvellement créé

Le 1er avril 1937, le II./St.G.162 est renommé I./St.G.167 avec :
- Stab II./St.G.162 devient Stab I./St.G.167
- 4./St.G.162 devient 1./St.G.167
- 5./St.G.162 devient 2./St.G.167
- 6./St.G.162 devient 3./St.G.167

Gruppenkommandeure :
| Début | Fin | Grade | Nom |
| ----- | --- | ----- | --- |
| ?     | ?   | ?     | ?   |

### III. Gruppe
Formé le 1er avril 1937 à Anklam avec :
- Stab III./St.G.162 nouvellement créé
- 7./St.G.162 nouvellement créé
- 8./St.G.162 nouvellement créé
- 9./St.G.162 nouvellement créé

Le 1er octobre 1937, le III./St.G.162 fait mouvement vers la base de Breslau-Strachwitz et est renommé I./St.G.163 avec :
- Stab III./St.G.162 devient Stab I./St.G.163
- 7./St.G.162 devient 1./St.G.163
- 8./St.G.162 devient 2./St.G.163
- 9./St.G.162 devient 3./St.G.163

Gruppenkommandeure :
| Début         | Fin              | Grade | Nom             |
| ------------- | ---------------- | ----- | --------------- |
| 11 avril 1937 | 1er octobre 1937 | Major | Alexander Holle |